# Washougal (Washington)
Washougal je grad u američkoj saveznoj državi Washington. Prema popisu stanovništva iz 2010. u njemu je živjelo 14.095 stanovnika.